# Дуб плакучої форми (пам'ятка природи)
Дуб плаку́чої фо́рми — ліквідована ботанічна пам'ятка природи місцевого значення в Україні. Розташовувалася в межах міста Луцька. 
Площа 0,01 га. Статус надано 1978 року. Перебував у віданні КП «Зелене господарство». Ліквідовано рішенням Волинської обласної ради від 12.04.2017 № 13/38
Статус надавався для збереження одного екземпляра дуба черешчатого плакучої форми висотою дерева 20 метрів.